# Florien Reesink
Florien Reesink (* 9. Juni 1998 in Hengelo) ist eine niederländische Volleyballnationalspielerin.

## Karriere
Reesink begann ihre Karriere im Alter von sechs Jahren bei Apollo 8 Borne. 2015/16 wurde sie im Talentteam Papendal weiter ausgebildet. Danach spielte die Libera drei Jahre lang bei Sliedrecht Sport. 2019 kehrte sie zurück nach Borne. Im Januar 2023 wurde sie nachträglich vom deutschen Bundesligisten SC Potsdam verpflichtet. Mit dem Verein stand sie im DVV-Pokalfinale und wurde im Playoff-Finale deutsche Vizemeisterin. Nach der Saison wechselte sie zum Schweizer Verein Genève Volley. Bei den Olympischen Spielen in Paris schied sie mit der niederländischen Nationalmannschaft nach der Vorrunde aus. Anschließend ging sie zurück nach Deutschland zu Allianz MTV Stuttgart.